# 크로세인더스
크로세인더스(Crocinthus)는 동인 게임팀 나뚜르(Nature)가 비주얼 노벨 게임 엔진인 VNAP과 바실리어트로 개발하여 2006년 11월에 공개한 자체 성인 관람가로 판정한 비주얼 노벨 게임이다(2008년 1월 현재 다운로드 수치는 약 22000건을 기록했다.).
현재 공개된 게임은 크로세인더스의 서막에 해당하는 것으로, 메인 히로인 반시하의 과거를 보여줌과 동시에 본격적으로 나올 게임의 주된 설정과 시나리오, 영상, 분위기 등을 소개하는 데 주안점을 두고 있다. 시나리오 선택지나 캐릭터 공략 등의 시스템은 없으며 플레이어가 게임의 시나리오를 한 편의 소설처럼 읽고 영상을 감상하는 데 초점을 맞추고 있다.
총 4명의 팀원이 크로세인더스 본편을 개발중이었으며 3명의 팀원을 2008년 1월 중 추가하여 2009년말 창작 게임엔진을 활용해 코믹월드와 인터넷에서 발매할 예정이었으나 중단되었다.
- 갱신 정보. 저작권을 가진 핵심 개발자 일부가 스마트폰과 라이트노벨 등의 미디어로 상품화하는 것을 준비 중이다.

## 사운드트랙
하재현과 진(본명: 김여진)에 의해 작곡되었으며, 2007년 3월 8일에 발매되었다.
| #   | 제목                               | 재생 시간 |
| --- | ---------------------------------- | --------- |
| 1.  | Crocinthus Theme ~멍에를 짊어지고~ | 1:36      |
| 2.  | 언제나 바라는 일상                 | 1:59      |
| 3.  | 해방                               | 2:06      |
| 4.  | 소꿉친구를 죽였어                  | 1:49      |
| 5.  | 돌이킬수 없는                      | 1:46      |
| 6.  | 욕망에 따르라 하네                 | 1:53      |
| 7.  | 행복 ~즐거운 오버 타임~            | 0:57      |
| 8.  | 고요한 비명                        | 1:48      |
| 9.  | 멍에를 짊어지고 (Electro ver.)     | 1:33      |
| 10. | 돌이킬수 없는 (Piano ver.)         | 1:15      |